# Butch Otter

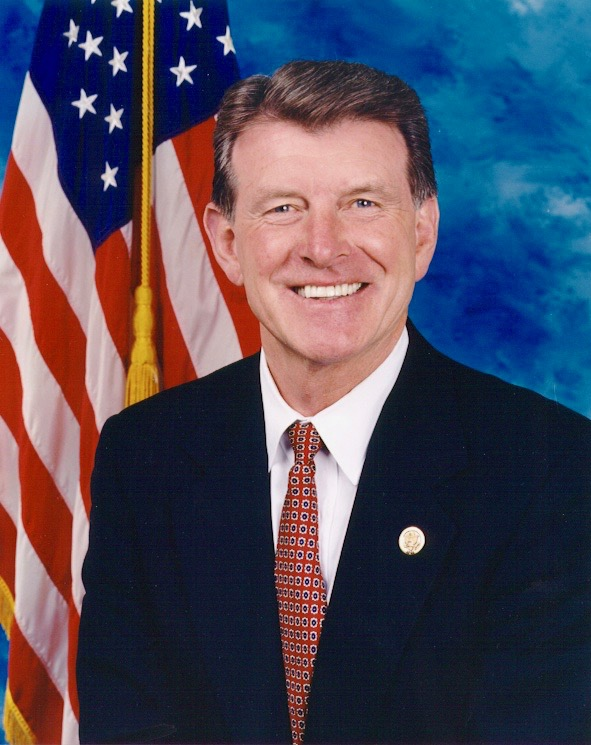
Clement Leroy „Butch“ Otter

Clement Leroy „Butch“ Otter (* 3. Mai 1942 in Caldwell, Idaho) ist ein US-amerikanischer Politiker der Republikanischen Partei. Er war von 2007 bis 2019 Gouverneur des US-Bundesstaates Idaho. Bis Ende 2006 gehörte Otter dem Repräsentantenhaus der Vereinigten Staaten an.

## Karriere
Otter besuchte das ehemalige Boise Junior College (Boise State University). Er schloss das Studium der Politikwissenschaft 1967 mit dem Bachelorgrad ab.
Seine politische Laufbahn begann 1972 mit dem Einzug ins Repräsentantenhaus von Idaho, dem er bis 1976 angehörte. 1978 bewarb er sich um die Nominierung seiner Partei für die Gouverneurswahl, unterlag aber Allan Larsen, der wiederum gegen den demokratischen Amtsinhaber John V. Evans verlor.
Zwischen 1987 und 2001 amtierte er als Vizegouverneur seines Heimatstaates.
Bei der Wahl 2000 trat Otter als Kandidat der Republikaner im 1. Kongresswahlbezirk Idahos an, nachdem die Mandatsinhaberin, die Republikanerin Helen Chenoweth-Hage, sich nicht zur Wiederwahl gestellt hatte. Er siegte klar gegen die Demokratin Linda Pall und war ab dem 3. Januar 2001 Abgeordneter im Repräsentantenhaus in Washington, in dem er drei Legislaturperioden absolvierte.
Im November 2006 wurde er mit einem Stimmenanteil von 52 % gegen den Demokraten Jerry Brady zum 32. Gouverneur von Idaho gewählt. Dieses Amt trat er im Januar 2007 an. Bei der Gouverneurswahl im November 2010 siegte Otter erneut und wurde für eine zweite Amtszeit gewählt, bei der Wahl am 4. November 2014 strebte Gouverneur Otter gewann er eine dritte Wahlperiode mit 54,5 Prozent der Stimmen gegen den Demokraten A. J. Balukoff. Idaho kennt keine verfassungsrechtliche Begrenzung der Amtszeiten. Bei der Wahl 2018 kandidierte Otter nicht mehr, Brad Little wurde zu seinem Nachfolger gewählt, der das Amt am 6. Januar 2019 antrat.